# Bordás Réka
Bordás Réka (1997. augusztus 26. –) magyar válogatott kézilabdázó, a Ferencváros játékosa.

## Pályafutása

### Klubcsapatokban
A DVSC saját nevelésű kézilabdázója, utánpótláskorú játékosként végigjárta a klub korosztályos csapatait. A 2017-2018-as szezonban az NB I/B-s Nyíradonyban játszott kölcsönben, és 26 mérkőzésen 116 gólt szerzett. 2018 nyarán visszatért a DVSC-hez, ahol Tóvizi Petra mellett a felnőtt csapat beállósa lett. A 2023–24-es idénytől a Ferencváros játékosa. Új csapatában posztján négy játékos szerepelt, és közülük Bordás kapta a legkevesebb játéklehetőséget, több mérkőzésre a meccskeretbe se került be. Mivel azonban a válogatottnál számítottak volna rá, szüksége volt a rendszeres játéklehetőségre, ezért a világbajnokság előtt 2023 októberében egy hónapra a Váci NKSE-hez került kölcsönbe a megsérült Helembai Fanny pótlására.

### A válogatottban
2021. július 6-án mutatkozott be a válogatottban egy Montenegró elleni 28–22-re megnyert felkészülési mérkőzésen, amelyen két gólt szerzett. Részt vett a 2021 nyarán megrendezett tokiói olimpián. Tagja volt a 2024-es párizsi olimpián 6. helyezett magyar csapatnak. A decemberi Európa-bajnokságon a magyar válogatott 12 év után újból bronzérmet szerzett a kontinenstornán, amelynek Bordás is tagja volt.

## Családja
Édesapja a világbajnoki ezüstérmes, olimpiai negyedik kézilabdázó Bordás József.